# Аванесова, Наталия Эдуардовна
Ната́лия Эдуа́рдовна Аване́сова (род. 20 октября 1951, Ленинград) — советский и российский звукооператор. Заслуженный деятель искусств Российской Федерации (2006).

## Биография
Наталия Эдуардовна Аванесова в родилась 20 октября 1951 года в городе Ленинграде.
В 1974 году окончила электротехнический факультет Ленинградского института киноинженеров и в этом же году была принята в штат киностудии «Ленфильм». Начиная с 1998 года, по договору, работает в ООО «Русское видео».
Член Союза кинематографистов СССР (Ленинградское отделение).
В 2006 году Н. Э. Аванесовой было присвоено почётное звание Заслуженный деятель искусств Российской Федерации.

## Фильмография
- 1976 — Кадкина всякий знает (совместно с Григорием Эльбертом; режиссёр-постановщик: Анатолий Вехотко, Наталия Трощенко)
- 1978 — Сегодня или никогда (режиссёр-постановщик: Игорь Усов)
- 1980 — Мой папа — идеалист (режиссёр-постановщик: Владимир Бортко
- 1980 — Сицилианская защита (режиссёр-постановщик: Игорь Усов)
- 1980 — Эндшпиль (короткометражный; режиссёр-постановщик: Виктор Бутурлин)
- 1981 — Деревенская история (режиссёр-постановщик: Виталий Каневский)
- 1982 — Прозрачное солнце осени (короткометражный; режиссёр-постановщик: Виктор Бутурлин)
- 1983 — Блондинка за углом (режиссёр-постановщик: Владимир Бортко)
- 1984 — Без семьи (ТВ; режиссёр-постановщик: Владимир Бортко)
- 1988 — Динара (документально-биографический; режиссёр-постановщик: Виктор Титов)
- 1988 — Жизнь Клима Самгина (ТВ; режиссёр-постановщик: Виктор Титов)
- 1989 — Васька (ТВ; режиссёр-постановщик: Виктор Титов)
- 1990 — Анекдоты (режиссёр-постановщик: Виктор Титов)
- 1992 — Восточный роман (режиссёр-постановщик: Виктор Титов)
- 1992 — Дитя (Россия/Франция; режиссёр-постановщик: Виктор Титов)
- 1992 — Лунный свет (короткометражный; режиссёр-постановщик: Гали Абайдулов)
- 1992 — Последняя тарантелла (короткометражный) (фильм-балет; режиссёр-постановщик: Александр Белинский)
- 1993 — Провинциальный бенефис (ТВ; режиссёр-постановщик: Александр Белинский)
- 1994 — Русская симфония (Россия/Франция; режиссёр-постановщик: Константин Лопушанский)
- 1995 — Я иду искать (короткометражный; режиссёр-постановщик: Василий Чигинский)
- 1997 — Улицы разбитых фонарей. Серия 4. Испорченный телефон (ТВ; совместно с Владимиром Голубевым; режиссёр-постановщик: Игорь Москвитин)
- 1998 — Цирк сгорел, и клоуны разбежались (режиссёр-постановщик: Владимир Бортко)
- 1998—1999 — Агент национальной безопасности (ТВ; режиссёр-постановщик: Дмитрий Светозаров)
- 1998—1999 — Улицы разбитых фонарей 2 (ТВ; режиссёры-постановщики: Игорь Москвитин, Евгений Аксёнов, Кирилл Капица и др.)
- 1999 — К славе (короткометражный; режиссёр-постановщик: Александр Белинский)
- 2000 — Агент национальной безопасности 2 (ТВ; режиссёр-постановщик: Дмитрий Светозаров)
- 2000 — Четырнадцать цветов радуги (режиссёр-постановщик: Дмитрий Светозаров)
- 2000—2002 — Чёрный ворон (ТВ; режиссёры-постановщики: Борис Горлов, Андрей Кравчук, Игорь Москвитин)
- 2000—2001 — Улицы разбитых фонарей 3 (ТВ; режиссёры-постановщики: Валерий Наумов, Евгений Аксёнов, Александр Бурцев и др.)
- 2001 — По имени Барон… (ТВ; режиссёр-постановщик: Дмитрий Светозаров)
- 2001 — Агент национальной безопасности 3 (ТВ; режиссёр-постановщик: Дмитрий Светозаров)
- 2001—2002 — Улицы разбитых фонарей 4 (ТВ; режиссёры-постановщики: Валерий Наумов, Виталий Аксёнов, Кирилл Капица и др.)
- 2002 — Нож в облаках (режиссёр-постановщик: Марина Мигунова)
- 2003 — Повторение пройденного (режиссёр-постановщик: Игорь Москвитин)
- 2003 — Улицы разбитых фонарей 5 (ТВ; режиссёры-постановщики: Геннадий Глаголев, Виктор Татарский, Кирилл Капица и др.)
- 2004 — У самого моря (режиссёр-постановщик: Анна Герм)

## Звукооператор дубляжа
- 1977 — Цену смерти спроси у мёртвых (режиссёр-постановщик: Кальё Кийск; «Таллинфильм»)

- 1975 — Романс за крону (режиссёр-постановщик: Збынек Бриних; ЧССР)
- 1977 — Звёзды в волосах, слёзы в глазах (режиссёр-постановщик: Иван Ничев; НРБ)
- 1978 — Йорг Ратгеб, художник (режиссёр-постановщик: Бернхард Штефан; ГДР)
- 1978 — Нокаут (режиссёр-постановщик: Тамаш Реньи; ВНР)
- 1979 — Граница (режиссёр-постановщик: Кристофер Лейч; США)
- 1979 — Операция начнётся после полудня (режиссёр-постановщик: Эрик Баллинг; Дания)
- 1980 — Зеркало треснуло (режиссёр-постановщик: Гай Гамильтон; Великобритания)
- 1981 — Загадка колонии беглецов (режиссёр-постановщик: Хорст Брандт; ГДР)
- 1981 — С днём рождения, Мэрилин! (режиссёр-постановщик: Рёже Сёрень; ВНР)

## Признание и награды
- 2006 — Заслуженный деятель искусств России.